# Boarmia cineracea
Boarmia cineracea är en fjärilsart som beskrevs av Moore 1888. Boarmia cineracea ingår i släktet Boarmia och familjen mätare. Inga underarter finns listade i Catalogue of Life.